# Национален музей Барджело
Националният музей „Барджело“ (на италиански: Museo nazionale del Bargello) е музей във Флоренция, Италия, посветен на скулптурата, който е част от Mузеите „Барджело“ заедно с параклисите на Медичите, Орсанмикеле, Палацо Даванцати и Палацо Мартели.
Неговата колекция от ренесансови статуи се счита за една от най-забележителните в света: включва шедьоври на Микеланджело, Донатело, Гиберти, Челини, Джамболоня, Аманати и други важни скулптори, както и голяма колекция от приложни изкуства, организирани  предимно по вид.
Името му идва от двореца Барджело, в който се помещава: средновековен дворец, паметник на архитектурата.

## История
През 1840-те г. барон Сиймор Киркъп заедно с други сътрудници финансира серия проучвания в параклиса на Санта Мария Мадалена в двореца и затвора Барджело. На 21 юли 1840 г. художникът-реставратор Антонио Марини открива портрет на Данте Алигиери, който според Джорджо Вазари е нарисуван от Джото. Това незабавно води до възстановяването на обкръжаващата среда с помощта на архитекта Франческо Леони в сътрудничество с Паскуале Почанти. След шума, предизвикан от откритието, през 1857 г. започва възстановяването на цялата сграда.
След прехвърлянето на затвора в Монументалния комплекс „Мурате“ възстановяването на комплекса е решено през 1859 г. То продължава до 1865 г. и под ръководството на Франческо Мацей, който възстановява древния външен вид и се опитва да възстанови или преработи архитектурните орнаменти от нулата. Той поверява живописните декорации на стаите на Гаетано Бианки, който е вдъхновен от паметници от същата епоха.
През 1865 г. Националният музей е открит на приземния етаж, където са създадени две оръжейни зали с предмети, идващи от Оръжейната на Медичите и от Гардероба на Палацо Векио, както и зала със скулптури от XV и XVI век. Скулптурите от Салона на петстотинте в Палацо Векио, който междувременно става седалище на Италианския парламент, са поставени в залата на първия етаж.
Впоследствие от Уфици идват както бронзови и мраморни скулптури, така и колекциите от приложни изкуства: майолика, восък, кехлибар, слонова кост, бижута, емайли и малък бронз, някои от които са прехвърлени през 1928 г. в Музея на среброто. Други експонати постъпват както от дарения, така и от заеми от частни лица и обществени институции: печатите от Държавния архив и монетите от Монетния двор. Накрая, вследствие на обединението на Италия и последвалото разпускане на монашеските ордени, пристигат скулптури на Лука дела Робия и свещени златарски произведения. По случай Стогодишнината на Донатело през 1887 г. залата е предназначена да приюти негови творби. 
Колекцията на лионския антиквар Луи Каран е дарена през 1888 г., дарението на Конти е през 1886 г., дарението на Константин Ресман е през 1899 г. и дарението на Франкети е през 1906 г., обогатявайки сектора на приложните изкуства.
Едва засегнат от наводнението през 1966 г., впоследствие музеят претърпява серия от реставрации, модернизиране на системите и реорганизация на колекциите.

## Архитектура на двореца
Дворецът е построен през 1255 г. Първоначално е предназначен за управителя на Флоренция, наричан „капитан на народа“. Впоследствие става резиденция на подеста, а по-късно там се помещава Съветът на правосъдието. От 1574 г. е седалище на капитана на полицейската стража (барджело), от където произлиза и името му. Преди да бъде превърнат в музей през 1859 г.,  служи за казарма и за затвор.
Замислен като отбранително съоръжение, Барджело представлява правоъгълна по план каменна постройка, увенчана със зъбери. В един от ъглите ѝ се издига висока, четвъртита кула – камбанария. Фасадата е лишена от украса, като се изключат двата корниза, опасващи зданието, и двата реда неголеми прозореца, поставени високо над земята. Вътрешният двор, в средата на който има кладенец, е с неправилна форма. Стените му са покрити с релефни гербове на флорентински управители. От три страни е обкръжен с галерии, а на четвъртата има каменна стълба, водеща към лоджията на втория етаж. Стълбата е построена през 14 век от архитекта Нери ди Фьораванте, а лоджията от Тоне ди Джовани през 1319 г.

## Изложбен маршрут

### Двор
Дворът с портик от три страни с кръгли арки върху осмоъгълни колони, е построен през XIII век и е обогатен през следващия век от веранда и стълбище в Готически стил, построено от страната без портик от Нери ди Фиораванти между 1345 и 1367 г.
С предназначението на двореца като затвор арките на лоджията и верандата са затворени. През втората половина на XIX век дворът е част от сградата, на която е придадена най-голяма стойност чрез реставрациите на Франческо Мацей, лоджиите и верандата са отворени отново и са възстановени оцелелите гербове на подестите и съдиите, а сводовете под лоджиите са изографисани от Гаетано Бианки със знамената на областите и някои гербове на подеста.
Инсталацията представя скулптури от Палацо Векио и Градина „Боболи“, и Градина „Кастело“. В центъра на двора се намира  изящен осмоъгълен кладенец. Тук са изложени и някои ценни мраморни статуи, като шестте алегорични скулптури на Бартоломео Аманати, Океан от Джамболоня, някои релефи от Бенедето да Маяно и т. нар. Cannone di San Paolo от Козимо Чени (1638 г.).

#### Произведения
- Бартоломео Аманати: Алегория на Флоренция; Арбия; Арно; Умереност; Земята; Юнона и пауни
- Джамболоня: Океан
- Френско изкуство: Двойка алегорични фигури
- Франческо Камилиани: Речни божества
- Флорентинско изкуство: Двойка лъвове; Фриз с делфини; Портал
- Фабрицио Фарина: Магдалена
- Козимо Чени: Оръдие на Свети Павел; Фалконе (малко оръдие)
- Антично изкуство: 2 саркофагa
- Джован Батиста Джованоци: Делфини (фриз на фонтана)
- Винченцо Данти: Козимо I де Медичи
- Бенедето да Маяно: Коронация на Фердинанд Арагонски от кардинал Латино Орсини през 1459 г.; Шест музиканти
- Николо ди Пиетро Ламберти: Свети евангелист Лука, 1403 - 1406 г.
- Джулио Серафини: Свещник
- Франческо Лаурана: Алфонсо Арагонски (приписван)
- Доменико Пиерати: Свети Йоан Кръстител
- Винченцо Джемито: Рибарчето
- Паоло ди Джовани: Мадоната и св. св. Петър и Павел

### Зали със средновековна скулптура от XIV век
В нея се влиза от източната страна на двора. Това са две зали, обикновено предназначени за временни изложби, в които първоначално обикновено са се помещавали някои скулптури от периода преди Ренесанса, като Мадоната с Младенеца от Тино да Камаино или групата на Тримата аколити от Арнолфо ди Камбио, днес на първия етаж.

### Зала на Микеланджело и на скулптурата от XVI век
Залата е преустроена в средата на XIX век от Гаетано Бианки. След това в нея е поставена оръжейната колекцията на Медичите и трофеи, и знамена. След наводнението от 1966 г. залата е варосана и днес е останала само фреската на Джото Богородица с Младенеца и молещи се хора. Лучано Берти я прави зала на скулптурата от XVI век, като някои произведения идват през 1874 г. от Уфици.
Тя заема по-голямата част от приземния етаж. Обширното помещение е разделено с масивни стълбове, които поддържат свода. Тук е разположена скулптурната колекция, съдържаща творби на Бенвенуто Челини, Николо Пизано, Якопо Сансовино, Джамболоня, Николо Триболо и други.
Сред многобройните творби се открояват тези на Микеланджело Буонароти с някои ранни творби като Бакх (1497 г.) – първата му кръгла скулптура, изваяна на 22-годишна възраст и една от много редките светски теми на великия художник, преди да бъде залят от вълната на религиозност, яростно проповядвана от Джироламо Савонарола. Фигурата на клатушкащия се пияница, почти балансиращ на един крак, е изваяна във величествен, добре моделиран стил, напомнящ на класическите скулптури. От друга страна Тондо „Пити“, датиращ от 1504 г., е частично незавършен барелеф, представящ Мадоната с Младенеца Исус и Младенеца Свети Йоан, в който някои историци виждат признаци на влиянието на подобни композиции на Леонардо да Винчи. Давид-Аполон датира от 1530 - 1532 г. и не е ясно интерпретиран. Портретът на Брут от 1539 г. е единственият оцелял бюст на Микеланджело, който според Вазари представлява Лоренцино де Медичи, наречен „Лоренцачо“ („лошият Лоренцино“) заради убийството на братовчед му херцог Алесандро де Медичи.
Залата е заобиколена от някои малки творби, вдъхновени от Микеланджело, дело на Бартоломео Аманати, Николо Триболо и Бачо Бандинели.
Творбите на Бенвенуто Челини се открояват с по-развит и изискан стил (като оригиналните малки бронзови изделия от основата на Персей с главата на Медуза на Пиаца дела Синьория, мраморните скулптури Ганимед и Нарцис и бюстът на Козимо I) и Джамболоня, представен от един от неговите шедьоври – пъргавият бронзов Меркурий от 1576 г.
От Андреа Сансовино е Бакх от около 1515 г., който умишлено се отклонява от работата на Микеланджело, докато бронзовият релеф е интересна творба на Винченцо Донати. Има и Алегория на Фиезоле на Николо Триболо.

#### Произведения
- Микеланджело Буонароти: Бакх, мрамор; Давид-Аполон, мрамор; Портрет на Брут, мраморен бюст; Тондо „Пити“, мраморен барелеф
- Джован Франческо Рустичи: Битка, от проучване на Леонардо, теракота; Мадоната с Младенеца с малкия Свети Йоан, тондо в мраморен релеф; Нептун върху колесницата (приписван)
- Якопо Сансовино: Бакх, мрамор
- Андреа Сансовино: Мадоната с Младенеца
- Пиетро Франкавила: Аарон; Моисей
- Николо Триболо: Алегория на Фиезоле, пиетра серена; Денят
- Джамболоня: Апенините; Летящ Меркурий, бронз; Флоренция - победителка на Пиза, мрамор (с Пиетро Франкавила)
- Пиерино да Винчи: Самсон и филистимецът
- Винченцо Данти: Честта побеждава Измамата, мрамор; Мойсей и медната змия, бронзов барелеф; Врата на сейфа на Козимо I с Август, който нарежда изгарянето на книгите на сибилите и Мир между два затвора, бронз
- Флорентинско изкуство: Река; Моисей; Самсон и филистимецът
- Бачо Бандинели: Адам и Ева, мрамор; Козимо I, мраморен бюст
- Бартоломео Аманати: Легнал воин – гробница Нари, мрамор; Победа – гробница Нари, мрамор; Леда, мраморен барелеф
- Винченцо де Роси: Умиращия Адонис, мрамор; Христос пред Пилат, бронзов барелеф; Христос осмиван, бронзов барелеф; Изкачване на Голгота, бронзов барелеф
- Бенвенуто Челини: Аполон и Хиацинт, мрамор; Бюст на Козимо I, бронз; Ганимед, мрамор, интеграция на древна скулптура; Нарцис, мрамор; Персей, бронзов модел; Персей освобождава Андромеда, оригинал от основата на Персей в Лоджия „Ланци“; Оригинална основа на Персей със статуите на Юпитер, Минерва, Меркурий и Даная с малкия Персей
- Даниеле да Волтера: Микеланджело, бронзов бюст
- Анонимен от школата на Сансовино: Глава на млад мъж, от Бакх на Якопо Сансовино, теракота
- Флорентински художник: Разпятие

### Зала на слоновата кост
В нея се съхраняват произведения от слонова кост, които влизат в Барджело през 1889 г. с колекцията на Луи Каран – френски антиквар, който дарява колекцията си на Флоренция. Оформлението, пренаредено през 1988 г., е обогатено с артефакти от дърво, кожа и кост с подобно предназначение. По стените има картини и дървени статуи.

#### Произведения
- Мариано д'Анджело Романели: Акушерка
- Давиде Гирландайо (?): Глава на Свети Петър
- Мазо да Сан Фриано: Предела „Макиавеле Строци“
- Франческо и Валерио Дзукато: Портрет на кардинал Пиетро Бембо
- Псевдо Амброджо ди Балдезе: Мадоната и Младенеца с двама светии
- Вентура ди Моро или Амброджо ди Балдезе: Мадоната и Младенеца със светии
- Чени ди Франческо Чени: Vir dolorum
- Кръг на Джовани ди Франческо: Люнет с Христос, благославящ между два ангела
- Кръг на Джовани Бокати (?): Възвестяващ ангел
- Майстор от Сант Иво: Мадоната с Младенеца с кръг от светии
- Дучо ди Буонинсеня: Мадона с Младенеца със светии
- Майстор на присъдата на Парис: Присъдата на Парис
- Византийско изкуство: 2 орнамента (formella) от кутия с Херкулес и Немейският лъв и с Воин на кон; Орнамент с Възнесение; Централна част от диптих с Императрица Ариадна (?); Благославящ Христос; Реликварий; Кутия с розетки
- Християнско изкуство: киворий с Благовещение и поклонението на влъхвите
- Европейско изкуство: Шахматна фигурка: кон
- Италианско-византийско изкуство: Ковчеже
- Етруско изкуство: Дръжка на огледало
- Римско изкуство: Фиба за коса; Глава на рис; Глава на путо; Медальони с бюстове на пути; Листо меча стъпка; Дръжка на нож с овца; Дръжка на нож с трапецовидни отвори; Малка колона с растителна декорация; Киворий с Артемида и Атеон; Плочка с Изкушението на Св. Петър
- Италианско изкуство: Табло от диптих с Адам в Земния рай и сцени от живота на Свети Павел; Нож (вероятен); Кутия; Фрагмент от киворий; Стилети за разделяне на косата; Дръжка на меч; Дръжка на нож; Христос на колоната; Дръжка на фиба за коса; Статуетка с Давид; Плочка с две пути и три птици; Плочка с Троицата; Табло от диптих с Консул Василий, 480 г. сл. н.е.; Пастирска гега; Ковчеже със сцени от живота на Богородица; Тау- пастирска гега; Шахматна фигурка: кон; Сгъваем нож и вилица (вероятен); Плочки с Вяра, Надежда и Милосърдие; Фиба за коса; Гребен; Плочки за ковчеже; Плаки за дръжка на нож от около 1340 г.
- Централна Италия: Мадона на трон
- Южна Италия: фрагмент от плоча с Христос в слава от ок. 1100 г.
- Северна Италия: Кутия; Кутия с животни; Цилинричен киворий; Кофчеже с животни; Кофчеже
- Изкуство на Умбрия: Мадоната с Младенеца на трон
- Изкуство на Мантуа: Страна на кутия с Триумфа на любовта
- Флорентинско изкуство: Мадоната с Младенеца и младенеца Свети Йоан
- Сиенско изкуство: Света Барбара
- Умбрийско-сиенско изкуство: Свети епископ
- Тосканско изкуство: Св. Йоан Кръстител; Ковчеже
- Тоскана или Умбрия: Мадоната с Младенеца и двама светии
- Венецианска школа: Извита част на пасторска гега с Мадоната на трона, Свети Петър, светец войн и епископ
- Трапани: Двойка трофеи
- Алесандрия: Дръжка на нож с гладиатор (вероятен)
- Френско изкуство: Мадоната с Младенеца; Дръжка на меч с голия Херкулес, възседнал Немейския лъв; Хаванче; 2 бастуна на шутове; Ножове; Нож (вероятен); Света Анна, Мадоната и Младенеца; Статуетка с Милосърдието; Плочка; Плочка със срещата на Йоаким и Анна на Порта Ауреа; Гребен с история за Пирам и Тизба (отпред) и с Венера и Купидон (отзад); Част от диптих с Разпятие и Рождество Христово; Диптих със сцени от детството на Христос и Страстите; Разпятие; Света  Маргарита; Диптих с истории от детството на Христос и Страстите; Диптих с Богородица с Младенеца с разпятие; Лява страна на диптих с Поклонението на влъхвите; Диптих с Богородица с Младенеца с разпятие; Диптих със сцени от Страстите Христови; 2 ножа (вероятен); нож от 1570 г. (вероятен); ковчеже (вероятно); Страна от диптих с Богородица с Младенеца и разпятие  (вероятен); 3 статуетки с Богородица с Младенеца; Благовещение; Статуетка със Свети Георги убиващ змея; фрагмент от бастун на шут; Кутия за бижута; Голям нож; Орнамент за подвързия на книга: Разпятие; Извита част на пасторска гега с Богородица в слава и разпятие; Табла с Разпятие; Плоча с Разпятие и светици; Плоча с избиването на младенците; Табла с алегорична сцена; Капак на ковчеже с легендата за Свети Юстас; Плочка за кутия с История на Кастелана ди Верги; Крила на кутии за огледало с турнир, с романтична тема и с Бога на любовта, обсаден в своя замък; Корпус на кутия за огледало с шахматисти; Дръжка на пръчка с глава на светец; Глава на шут; Гребен с галантни сцени; Статуетка на Свети Георги, убиващ дракона
- Нарбон: Правоъгълна плоча с Атис (вероятна)
- Сент Омер или Арас: Плочка на ковчеже с Благовещение, Посещение, Рождество Христово и Благовещение на пастирите
- Реймс: Подвързваща плоча с Давид на трона (вероятна)
- Париж: Богородица с Младенеца; Разпятие; Диптих със сцени от детството на Христос; Диптих с истории за Богородица, Разпятието и Страшния съд
- Дворцова школа на Карл Велики: Част от диптих с двойно алегорично представяне на войн, повалящ герой; Част от диптих с трите Марии на гроба
- Кръг на Карл II Плешиви: Флабелум на Турн
- Франция или Германия: Нож; Плоча с Рождество Христово (вероятна)
- Северна Франция: Подвързваща плоча с Благочестивите жени в гроба; Подвързваща плочка; Овална плоча със свети Вартоломей; Пастирска гега на Иво от Шартър
- Рейнско изкуство: Статуетка с Мадоната с Младенеца; Плоча със Светия Дух, заобиколен от четиримата евангелисти  (вероятна); Плоча с Agnus Dei, заобиколен от символите на евангелистите (вероятна)
- Бургундска школа: Шахматна дъска
- Кьолн: Пул за игра на дама
- Лотарингска школа или Втора школа в Мец: Подвързваща плоча със Сцени от живота на Свети Петър
- Германско изкуство: Воин; Накрайник на меч: Ирод и Иродиада; Статуетка с Марс; Фрагмент от статуя с Юдит и Олоферн; Две плочки със Св. Георги със змея и с Богородица с Младенеца; Плочка с поклонението на Богородица; Преносим олтарен панел с Христос от Апокалипсиса; Скрепер за писане (вероятен); Гребен
- Бамберг: Панел с Бягството в Египет
- Испанско изкуство: Статуетка с Младенеца; Статуетка с Мадоната с Младенеца; Презепе; Мир с Мадоната с Младенеца; Плочка с Разпятие; Гребен
- Фламандско изкуство: Мастилница от слонова кост с Меркурий вдига на ръце Полимела, Венера и Адонис; Кутия с Истории на страстите; Медальон с Разпятие и коронясване на Богородица
- Фландрия: Плочка с Венера и Купидон
- Англия: Извита част на пастирска гега; Подлакътник за седалка
- Северна Европа (Англия?): Пул за игра на дама със Самсон пленен от филистимците
- Северна Европа: Пул за игра на дама
- Англосаксонско изкуство, Нортумбрия: Ковчеже „Франки“
- Норвегия: Олифант
- Австрия, Кристоф Вайдиц (?): Статуетка на Лукреция
- Неизвестен фалшификатор от 19 век, известен като Master of the Agrafe Forgeries: Реликварий на Света Екатерина
- Неизвестен фалшификатор от 19 век: Крило на кутия за огледало със замъка на Бога на любовта
- Изток: Орфей, омагьосващ животните; Жаба
- Свети Георги и змеят
- Кутия
- Сандък

### Параклис на Мария Магдалена и сакристия
Параклисът на първия етаж с оживален цилиндричен свод и еднодъгови прозорци е построен след 1280 г. Тук са спирали осъдените на смърт , преди да започнат пътуването си към бесилката, подпомагани от Батути де Нери, които са били част от Компанията на Санта Мария дела Кроче ал Темпио (едно от най-известните братства в града, което е имало сред задълженията си да помага на осъдените на смърт в последните часове от живота им). Предвид тази употреба могат да бъдат обяснени фреските от 1340 г., приписвани на ателието на Джото: на страничните стени Историите на Света Мария Египетска, Света Мария Магдалина, Св. Йоан Кръстител – блестящи примери на изкупени каещи се и грешници; на входната стена и на задната стена Рай, където сред избраните е изобразен и Данте Алигиери, държащ „Комедията“, което е най-старият му портрет и вероятно най-близък до реалността.
На задната стена има и две фрески от края на XV век с Мадоната с Младенеца от Себастиано Майнарди и Каещия се Свети Йероним от Бартоломео ди Джовани.
С превръщането на сградата в затвор стенописите са избелени и стаята е разделена на два етажа, като единият е предназначен за настаняване на осъдените на смърт, очакващи екзекуцията, а другият е килер. С възстановяването на обкръжаващата среда в средата на XIX век хорът и катедрата от Бернардино дела Чека от Сан Миниато ал Монте са поставени в параклиса, докато триптихът на Джовани ди Франческо е поставен на олтара и накрая във витрините са поставени златарски произведения.

#### Произведения
- Микеланджело: Разпятието от Галино (приписван)
- Лука дела Робия: Тондо със Светия Дух
- Гулиелмо дела Порта: Преносим олтар; Христос при колоната
- Мазо Финигера: Мир (приписван)
- Антонио дел Полайоло и неизвестен флорентински златар: Кръст-реликварий
- Матео Деи: Мир
- Бернардо дела Чека: Хор; Голяма хорова катедра
- Джовани ди Франческо: Триптих „Каран“
- Горо ди сер Нерочо: Бокал
- Валерио Чоли: Канделабър с герба на Медичите
- Франческо I Теоли: Дарохранителница (приписван)
- Франческо Марти: 5 панела за кръстове (приписван)
- Андреа Пучи Сардис от Емполи: Фриз
- Антонио ди Салви и работилница: Мир (приписван)
- Работилница на Козимо Мерлини: Пасторска гега
- Гучо ди Маная: Сиенско изкуство - кръст (приписван)
- Тондино ди Герино: плоча с Мадоната, Младенеца и светците Петър и Павел (приписван)
- Италианско изкуство: Рамка за олтар; Бокал; Плочка с Покаяната Магдалена; Част от бокал
- Ломбардско изкуство: Мир; Реликварий или основа за дарохранителница; плоча със Свети Георги; Основа за чаша; Бокал; Мир
- Неизвестен ломбардски златар: Процесиен кръст
- Неизвестен ломбардски производител на сребърни изделия: Пасторска гега
- Миланско изкуство: Христос на колоната
- Флорентинско изкуство: Мир; Кадилник; Кръст; Navicella; Пасторска гега; Чаша; Реликварии; Кръстове
- Тосканско изкуство: кръст от XIV век с Христос може би по-ранен; Кръст от XII-XIII век, Христос от XIII-XIV век; Кръст; Бокал; Канделабър с герба на партията на гвелфите; Navicella; Кадило; Основа на реликварий; Плочка с Мадоната с Младенеца; Плочка със символ на евангелист Марк; Бокал от XIX век
- Тосканско изкуство, приписвано на Антонио ди Салви: Бюст-реликварий на Свети Игнатий от Антиохия
- Кръст-реликварий - Умбрийска работилница: кръстът, Лангобардска работилница: основата
- Сиенско изкуство: Реликварий; Кръст-реликварий; Кадило; Основа на реликварий; Navicella; Кадилница, основа и вериги от 19 век; Мир
- Умбрийско изкуство: Исус, разпънат между Мадоната и Свети Йоан, заобиколен от Свети Франциск, Луи от Тулуза, Клара и францискански светец; Диптих реликварий; Свещник
- Изкуство на Умбрия-Марке: Реликварий
- Венецианско изкуство: Част от бюст-реликварий; Мир
- Работилницата на Джото: Свети Франциск със стигмати
- Флорентинско изкуство, работилница на Антонио ди Салви: Амвросианска дарохранителница
- Ломбардско или венецианско изкуство: Реликварий, датиран от 1403 г.
- Италианска работилница в Авиньон: Плочка със Св. Йоан Евангелист
- Френски скулптор: Мадоната с Младенеца
- Изкуство на Света гора: Кръст
- Абисинско изкуство: Кръст
- Изкуство на Лимож: Кръст
- Германско изкуство: Разпятие

### Колекция „Каран“ (Carrand)
До 1888 г. залата е наречена на името на Херцога на Атина Готие VI дьо Бриен и към нея принадлежи гербът на стенописите. Днес тя съхранява част от предметите, дарени от френския антиквар Луи Каран: произведения на златарското изкуство, емайли от Лимож, метали, индийски предмети, скулптури и картини.

#### Произведения
- Алберто Арнолди: Мадоната с Младенеца с дарител
- Алесандро Алори: Гротеска, датирана от 1562 г.
- Анджоло Гади: Мадоната с Младенеца със светии
- Антонио Федериги: Мадоната с Младенеца
- Австрийско изкуство (Виена?): Орнамент за дреха
- Византийско изкуство: Барелеф със Свети Георги; Камея с Богородица в молитва; Камея със Свети Георги; Камея със Свети Йоан Кръстител (?); Камея със Свети Теодор; Чифт обеци; Чифт обеци с полумесец; Чифт обеци с пробита сфера; Нагръден кръст; Две катарами за колан или чанта; Две катарами за обувки или чанти; Kатарама; Катарами с форма на орех; Тока за колан с растителна декорация; Дискова фибула с молеща се Богородица; Фрагмент с Богородица с Младенеца; Обеци с полумесец; Обеца с три топчета; Сарра и Авраам на пир
- Бургундско изкуство: Катарама с надпис: „ти освободи Даниел“
- Каролингско изкуство: Пръстен; Пръстен; обеца (?); Плочка с квадратна форма (част като огърлица?)
- Китайско изкуство: Конна статуетка с бога на войната Гуади
- Централноевропейско изкуство: Пръстени; Двойни пръстени (знак на любов); Венчален пръстен; част от пръстен
- Северноевропейско изкуство: Пръстен
- Долносаксонско изкуство: Акваманил
- Етруско изкуство: Скарабей: младеж, който се очиства със стригил, и малко куче
- Eвропейско изкуство: Пръстени; Фибула; Пръстенови фибули; Фрагмент (част от реликварий?)
- Изкуство на Фридрих II, Южна Италия: Камея с младо момиче със сокол и малко куче, наречен Falconiera
- Фламандско изкуство: Акваманил; Гоблен; Свещници; Ecce homo; Игла за коса със свещеномъченик на трон; Реликварий; Свети Йоан Кръстител
- Немско фламандско изкуство: Съдове за ритуално измиване
- Флорентинско изкуство: Нападение над замъка; Лов на зверовете; Мадоната с Младенеца; Мадоната на трона; Портрет на Джована Албици; Щит с оръжието на Изкуството на вълната; Щит с герба на Църквата; Скинии
- Флорентинско изкуство, приписвано на Якопо Биливерти: Протома с женска глава (Диана?)
- Франкско изкуство: Фиба за коса; Копче; Безопасна игла; Висулка; Брошка; Пръстен; Чифтове безопасни игли за дрехи; Обеци; Два ключа; Катарама за колан; фибула - щурец; Розетна фибула; Брошка птица; Уплътнение на колана; Карфица; Глава на карфица
- Френско изкуство: Алегория; Пръстен с надпис; Пръстен с надпис: “cele ton mal au haineux anuieux a celle fin ql nen soyent ioyeux”; Пръстен с надпис: “s/vous/plect”; Пръстен с надпис: “Seul voiloir” или “D'un seul voilour” (?); Два отделни ангела; Коленичил ангел; Благовещение; Основа за часовник; Стъклена чаша; Бокал; Бюстиета на жени и войни; Начало на колан; Калъф за часовник; Кутии за милостиня; Чанта с цип; Ципове за чанти; Ковчеджета; Ковчедже с релефна украса (шутове и играчи, пигмеи, насекоми и фантастични животни), (слонова кост от XV век и рамка от XVI век); Ковчеже за требници; ножчета; Христос във Величие и Разпятие; Разпъване на кръст; Часовников купол; Два ключа; Два фрагмента от броеница; Два фрагмента от фиби; Две поставки за парфюми; Два реликвария; закопчалки за дрехи; Пръстенова фиба; Алегорични фигури; Основа за чаша; Закопчалка за колан; Любовта на Венера и Марс; Мадоната с Младенеца (копче на църковен плащ?); Мадоната с Младенеца на трона; Дръжка; Чукчета за врати; Медальон; Медальон (за спомени); Медальон с камила; Медальон с двойка; Медальон (орнамент на ковчеже?): месец март: резитба; Медальони (орнамент на ковчеже); Меркурий; Нептун; Слънчеви часовници; Настолен часовник астролабия; Настолни часовници; Мир с сваляне от кръста; Част от дръжка; Висулка; Стойка на свещник; Потир с формата на гълъб; Пясъчен часовник; Портрет; Портрет с шлем; Портрет на жена; Портрет на воин; Двоен портрет; Соломон; Коронована светица; Светец; Кутия; Шест ключалки а paletto; Ключалки; Печат niere folle от Дижон; Истории от Стария завет и херувими, държащи свитъци; Брава на врата; Три ключа
- Френско изкуство (?): Пръстен с надпис: “Jexus, avteu, Trausi”; Камея с женска фигура; Фибула; Пръстенови фибули; Поставка за парфюм; Инструмент
- Френско изкуство (Блоа): Кутия за настолен часовник
- Френско или фламандско изкуство: Чанта
- Френско или италианско изкуство: Акваманил; Триумф на римски император и игри на херувимите
- Френско, италианско и немско изкуство: Пафти и фибули
- Френско изкуство, Париж: Четири плочи
- Френско-германско изкуство: Камея с оплакването на мъртвия Христос; Свещник
- Гало-римско изкуство: Фибула; Фибула с профил на глиган; Дискова фибула
- Испано-фламандско изкуство: Мадоната с Младенеца
- Индийско изкуство: Кана; Кон; Бижу; Плочка
- Английско изкуство: Ковчеже; Висулка сърце
- Английско или френско изкуство: Два шипа за конска сбруя
- Италианско изкуство: Талисмани; Амулет; Пръстени; Пръстен с надпис; Пръстен с надпис: „Inesus antem per medium illorum ibat. Si ergo me q verbum caro factum est.“; Епископски пръстен; Архангел Михаил; Калъф с хирургически инструменти; Паница; Бокал; Гривна със змийска глава; Бюст на епископ; Двустранна камея; Камея с Аталанта (?); Камея с Бакх и Ариадна (?); Камея с бюст на Адриан; Камея с бюст на Август (?); Камея с бюст на Адриан; Камеи с бюст на Христос; Камея с бюст на Марк Аврелий; Камея с бюст на Палада (?); Камея с бюст на Септимий Север; Камея с Клеопатра; Камея с мъртвия Христос; Камея с Диана; Двустранна камея, отпред с Поклонение на пастирите и отзад със свалянето от кръста; Камея с две фигури; Камеи с женски фигури; Камея с женска фигура, Ливия (?); Камея с Галатея (?); Камея с Изобилие; Камея с образа на Светата Плащаница; Камея с Леда и лебеда; Камея с Нептун; Камея с Перикъл и Аспазия (?); Камея с главата на Август (?); Камея с главата на Александър Велики; Камея с главата на Калигула (?); Камея с глава на Цезар; Камея с главата на Нерон; Камея с лицето на Богородица; Начало на колан; Ножици; Ковчеже; Нож, гравиран в барелеф с митологични сцени; Чаша; Чифт обеци; Нагръден кръст; Благославящ Христос; Два ципа за чанта; Фигура на светец; Фрагмент с женска фигура; Шут; Трите грации; Луцила Мафей; Мадона с Младенеца на трона; Медальон-реликварий със Свети Франциск Ксаверий; Част от реликварий; Висулка с лък; Медальон с Поклонението на влъхвите; Циферблат на часовник; Скрепер; Мандала; Литургичен нагревател за ръце; Заключалка a paletto; Преносим шкаф за подправки; Карфица; Висулка брошка с гълъб; Брошка клон; Брошка от фрагмент от гривна; Овални брошки; Чаша; Женска глава; Трима затворници пред императора; Резачка за свещи
- Италианско изкуство (?): Пръстен "Клеопатра"; Астролабия; Циферблат на часовник
- Италианско (венецианско?) изкуство; Чифт пръстени
- Италианско и френско изкуство: Четири ключа
- Изкуство на Лимож: Ампула; Копчета; Свещник; Кутии с реликварий; Шкафове за реликварий; Киборий; Ковчеже; Пренасянето на Светия дом на Лорето; Мадоната на трона; Възлова част; Крак на реликварий; Плочка; Поклонническа плочка; Четири кръгли копчета; Извивка на пасторска гега; Свети Йероним; Свети Марциал; Разкази за Страстите Христови
- Ломбардско изкуство: Плакет с Франческо Сфорца на кон; Поставка за печат и печат на Франческо Сфорца
- Лангобардско изкуство: Колан за меч от типа, наречен grancia; Плащеничен кръст; Фрагмент от щита на Стабий, плоча с рицар; Пластина на крал Агилулф
- Лангобардско-византийско изкуство: Обеци
- Миланско изкуство: Чиния
- Мааско изкуство: Акваманил; Обожаващи ангели; Разпятие; Страни на преносим олтар с притчата за лозето; Четирима евангелисти; Четири кръстосани плочи: Аарон, Мойсей, гроздето на обещаната земя, жертвата на Авраам, пророк Илия
- Мaaско или рейнско изкуство: Акваманил; Част от свещник
- Нидерландско изкуство: Авигея моли Давид; Гедеон преди битка; Соломон и Савската царица
- Ориенталско изкуство: Резба с гравиран сокол
- Парижко изкуство: Анри IV с Ордена на Светия Дух
- Рейнско изкуство: Фрагмент от реликварий; Плочи; Кадилница
- Римско изкуство: Камея с бюст на император (?); Камея с бюст на императрица?; Чифт обеци; Катарами; Дъна на чаши; Фрагменти от чаши; Фрагмент (неясен, от огърлица?); Фрагмент от обеца върху модерна брошка с Ерот; Обеци
- Сиенско изкуство: Печат на кардинал Алфонсо Петручи; Печат на манастира „Сан Джусто нел Кианти“
- Сицилианско изкуство: Медальон-реликварий със Свети Франциск и Себастиан; Висулка
- Сирийско-палестинско изкуство: Ведро за светена вода
- Испанско изкуство: Корони за свещен образ; Потир; Два шипа за конски сбруя; Част за чукало за врата; Част от заключалка на сандък
- Испанско изкуство (Барселона?): Висулка във формата на лъв
- Испанско или мексиканско изкуство: Висулка във формата на триптих, център: Богородица в Hortus conclusus, страни: Благовещение
- Швабско или саксонско изкуство: Акваманил
- Немско изкуство: Алегория; Талисмани; Пръстен с надпис: “Хей/лен/дех” (Христос Спасител); Апликация; Архангел Михаил; Нивелатор; Халба; Халба за бира; Камея с хералдически лъв; Свещници; Зодиакален кръг и астрологичен кръг (принадлежащ на настолен часовник); Дамски колан; Ковчежета; Капак за часовник; Рог; Корона за свещен образ; Корона за Розaрий; Христос на Голгота; Разпъване на кръст; Разпятие; Калъфи от пясъчник; Калъф за часовник; Отсичане на главата на Свети Йоан Кръстител; Украса; Две катинарчета с ключове (обеци?); Две солници; Ампула; Медальон с Помпей; Настолни часовници; Висулка (модел за бижу); Основа на кръст; Плоча; Плоча с портрет на Албрехт Дюрер; Свети Йоан Кръстител; Свети евангелист Матей; Трион; Ключалка; Армилартна сфера; Тайната вечеря; Съд
- Немско изкуство (?): Талисмани; Амулет; Медальон с три амулета; Карфици
- Немско изкуство (Аугсбург): Капак на часовник; Брошка със Свети Георги и змея; Чинии с флорални мотиви
- Тосканско изкуство: Свещник; Чаша; Марс; Реликварий
- Венецианско изкуство: Мадоната с Младенеца; Чиния; Прибори за маса; Изрисувана плоча; Литургичен нагревател за ръце
- Венецианско изкуство (?): Висулка (фрагмент от обеца?)
- Венецианско изкуство: Пръстен; Кана и леген; Калъф за часовник; Декорация на часовник; Нощна светлина; Нощна светлина; Водосмесителници; Дарохранителница; Реликварий; Кофа с вода; Три ключа
- Виенско изкуство: Медальон с Мадоната с Младенеца
- Парижко ателие (?) Френско-фламандско изкуство: Свещен разговор и разпятие
- Бенвенуто Челини: Леда и лебедът (приписван)
- Дирк Баутс: Мадоната с Младенеца (приписван)
- Бернардо Парентино: Алегорична сцена
- Византия (?): Фрагмент от икона
- Работилницата на мнимия Монваерни, Лимож: Разпъване на кръст; Noli me tangere
- Бутилчица
- Бутилка
- Breguet, Париж: Джобен часовник
- Брюксел: Бокал amatoria
- Бокали, сред които бокали с капак и герб на Медичите и Филигранни бокали
- Част от пръстен от 16 век
- Копие на Йоос ван Клеве: Лукреция
- Чаши
- Чифт съдове с капаци
- Ловджийски рог
- Couly Norailher: Дванадесет светски алегории
- Франсоа Брио: Кана и леген
- Херцогство Брабант или Люксембург: Богоявление и Разпятие
- Източна Европа: Две брошки a fiocco
- Катарама с птица
- Fieret, Монпелие: Джобен часовник
- Вилица и нож
- Франческо ди Джорджо Мартини: Сципион Африкански
- Франция или Германия: Ножове с издълбани фигури
- Северна Франция: Олтарен кръст
- Frater Willelmus (?), Англия: Извита част на пастирска гега
- Германия: Лъжици
- Германия (?): Лъжица; Пластина
- Германия или Нидерландия: Ножове; Нож за гравиране
- Джовани ди Паоло: Мъченичеството на Свети Ансан
- Жан II Пенико, Лимож: Преклонението на влъхвите
- Жан II Пенико (?), Лимож: Мадоната с Младенеца
- Жан Пенико III, Лимож: Мадоната с Младенеца
- Жан II Пенико (?): Поклонениеto на влъхвите
- Ханс Балдунг Гриен: Смърт и младост
- Централна Италия: Мадоната с Младенеца
- Северна Италия: Вилица и нож за дърворезба, гравирани с герб и буквите M.S.; Св. евангелист Йоан; Скръбна девица
- Итало Венети: Бюст на Луи Каран
- Якопо Ницола да Трецо и миланско изкуство: Медальон с портрет на Филип II от Испания
- Жак Шове, Париж: Космометър
- Жак Криме (?): Заключалка
- Жан Батист Валийе, Лион: Джобен часовник
- Жоан дьо Кур: Измиването на краката
- Пластина с геометрична шарка
- Леонард Лимузен, Лимож: Портрет на Франсоа дю Бур; Христос (приписван)
- Лимож: Свети Матей (закопчалка-копче)
- Лудвиг Крунг: Мимолетно изобилие; Семейството на сатира
- Майстор на Кодекса на Свети Георги: Коронация на Богородица; Noli me tangere
- Майстор на легендата за Света Екатерина: Благовещение, Представяне в храма, отзад: Мадоната с Младенеца, Свети Йоан Кръстител
- Сиенска манифактура: Ангел носещ свещ
- Марк Жирар, Блоа: Джобен часовник
- Марчело Коферманс: Христос в Лимбо; Възкресение
- Маринус ван Реймерсвайле: Чейнчаджията и съпругата му
- Милано: Нож и вилица
- Милано, Финале: Бокал
- Мурано: Ампула; Ампулка; Бутилка във формата на мишка; Бутилка; Буренце; Бутилка с капачка пагода; Потир; Бокал с декорация на свитък; Бокал със змийско стъбло; Бокали; Бокали с капак; Бокали, украсени с флорални издънки; Бокали с цветна емайлирана флорална декорация; Кутия за сладки; Чашки; Флакончета за парфюм; Кана за меса; Шише за зехтин; Чинийка; кофи; съдчета и чинийка; Съдове; Ваза за цветя
- Нардон Пенико, Лимож: Поклонение на Младенеца и Благовещение; Исус в Пиета между Мадоната и Свети Йоан със Свети Петър и Павел отстрани
- Орацио Фортеца Себенико: Кана и леген
- Париж или Блоа: Мадоната с Mладенеца
- Перин Фререс, Париж: Джобни часовници; Малък преносим орган
- Пиер Реймон, Лимож: Чаша с капак
- Пиер Пенико: Възкресение Христово
- R. Bocheron, Париж: Гръден часовник
- Рим: Дискова фибула
- Залцбург: Мадоната с Младенеца
- Флорентински скулптор: Скръбната Дева
- Сиенска скулптура: Ангел вестител
- Сиенски скулптор: Богородица на Благовещението
- Школа на Пенико: Христос осмиван
- Школа на Аугсбург (?): Фрагмент от украса на часовник
- Школа на Динан: Свещник
- Школа на Юг д'Ойние, Северна Франция: Крак на кръст
- Школа на Леонар от Лимож: Херкулес, който държи света като Атлас (Херкулес и Хидрата на заден план); Свети Христофор
- Тиролска школа: Мъченичеството на Света Екатерина, на гърба Ангели със свитъци
- Шест катинара
- Декоративни фигурки
- Музикален инструмент във формата на цигулка
- Пренасяне на Светия дом на Лорето
- Статуя за маса
- Вази
- Венеция: Поднос
- Виена: Лули; Лули и запалка

### Ислямска колекция
С превръщането в затвор на двореца залата през 1574 г. е разделена на три. Едва с реставрацията от XIX век тя е върната в оригиналния си размер, като е оформена с произведения на восъчно моделиране на Гаетано Дзумбо, средновековни печати и гоблени от колекцията на френския антиквар Луи Каран. От 1982 г. в залата се съхраняват ислямски предмети от колекциите на Великия херцог и на Каран, Фракети и Ресман, включително метални предмети от XIII – XV век, майолика, слонова кост, скъпоценни камъни, оръжия, пет килима и тъкани. През юли 2006 г. в залата е разбита витрина (алармата не се задейства) и са откраднати три изключително ценни бижута: златна огърлица от XII век, чифт обеци и пръстен с висулка от XIII век. 

### Салон на Донатело и на скулптурата от XV век
Залата, построена между 1340 и 1345 г. от Нери ди Фиораванте с издигането на двореца, е била използвана като зала за Генералния съвет. Реставрирана между 1857 и 1865 г., украсена с фалшиви стенописи, в нея през 1887 г. са поставени скулптури на Донатело по повод петата годишнина от рождението му и такива от ранния флорентински XV век, подредени симетрично според музеологичните предписания от XIX век.
Сред запазените шедьоври се открояват някои от най-добрите творби на Донатело, като Сан Джорджо от ниша в Орсанмикеле, двамата Давид: младежки от мрамор (1408-1409 г.) и много известният от бронз от около 1440 г., красиво моделиран чрез изненадваща хармония в различните триизмерни изгледи и първото голо тяло в западното изкуство след римското изкуство. Другите му творби са бюстът на Николо да Уцано – портрет с подчертан реализъм от теракота, Марцоко (1418 - 1420) – лъв от пиетра серена, подпрял лапа на символа на Флоренция, който става символ на града откакто е поставен на Пиаца дела Синьория (днес на площада стои неговото копие), и творбите на неговата зрялост като бронзът Attys-Amore, реставриран през 2005 г., и Разпятие.
В тази зала има и важни произведения на други художници, като двата известни панела на Жертвоприношението на Исак, които Лоренцо Гиберти и Филипо Брунелески обединяват, за да участват в публичния конкурс от 1401 г. за изграждане на северната врата на Баптистерия на Сан Джовани. Те са всеобщо признати като първите произведения, където се забелязва преодоляването на Готическия стил и отиване към по-голям Класицизъм, типичен за Ренесанса.
Други творби са тези на Агостино ди Дучо, Микелоцо, Лука дела Робия (творби от скулптурния период, преди изобретяването на полихромната теракота, като Историите на Свети Петър и Мадона дела Мела) и Дезидерио да Сетиняно – ученик на Донатело, представен тук от дървения Сан Джованино, приписван преди това на Донатело, и от мраморния барелеф Мадона Панчатики.

#### Произведения
- Андреа дел Верокио - Давид
- Донатело - Любов-Атис; Портрет на Николо да Уцано; Мраморен Давид; Бронзов Давид; Марцоко; Свети Георги и релеф на Свети Георги, освобождаващ принцесата; Герб на Мартели; Брадата глава (приписван); Разпятие (приписван); Бюст на млад мъж с камея (приписван); Танцуващо путо
- Школа на Донатело - Две основи; Мадоната и Младенеца; Мадоната и Младенеца; Бюст на римски император
- Дезидерио да Сетиняно - Бюст на дама; Портрет на момче; Мадоната с Младенеца; Младия Свети Йоан; Свети Йоан Кръстител
- Бенедето да Маяно - Основа на Марцоко
- От Донатело (копие на работилница) - Мадоната от Верона
- Лука дела Робия - Мадоната с ябълката; Мадоната и Младенеца; Свети Петър освободен от затвора; Разпятието на Свети Петър; Генуезката Мадона; Мадоната от розовата градина; Мадоната с ангели
- Лука и Андреа дела Робия - Мадоната в преклонение пред Младенеца
- Работилница на Лука дела Робия - Бюст на светица; Мадоната с Младенеца с ангели
- Филипо Брунелески - панел с Жертвоприношението на Исак
- Школа на Филипо Брунелески - Мадоната с Младенеца
- Лоренцо Гиберти - панел с Жертвоприношението на Исак; Ковчег на тримата мъченици, около 1427 -1428 г.
- Школа на Лоренцо Гиберти - Мадоната с Младенеца
- Мино да Фиезоле - Путо с крила
- Микеле да Фиренце - Мадоната с Младенеца; Мадона с Младенеца (приписван)
- Микелоцо ди Бартоломео - Мадоната с Младенеца; Младия свети Йоан; Мадона с Младенеца (вероятен); Сибила  (приписван); Свети Йоан Кръстител (приписван)
- Франческо да Сангало - Свети Йоан Кръстител
- Бертолдо ди Джовани - Оплакване на мъртвия Христос - Триумф на Бакх; Орфей (или Аполон); Битка между римляни и варвари; Разпятие (приписван)
- Векиета - Гробна статуя на Мариано Социни; Свети Бернардин от Сиена
- Флорентинско изкуство - Сандък; Исторически сандък с епизоди от „Новела на Месер Торело“ от Джовани Бокачо
- Агостино ди Дучо - Мадоната с Младенеца с ангели
- Скиния и ангели-държащи завеса
- Флорентински скулптор - Портрет на неизвестна
- Флорентинско изкуство и Джовани Тоскани - Украсен сандък с Палио на Сан Джовани
- Никола да Гуардиягреле - Благовещение
- Антонио ди Челино да Пиза - Мадоната с Младенеца
- Пиер Якопо Алари Бонаколси „Антико“ - Ерос
- Флорентинско изкуство - Украсен сандък с експедицията на Аргонавтите; Сандък
- Майстор на Санта Мария Нуова - Мадоната с Младенеца на трон (приписван)
- Тосканско изкуство - Сандък; Сандък, украсен с добродетели и воини

### Веранда (лоджия на първия етаж)
Верандата, построена между 1317 и 1320 г. по проект на Тоне ди Джовани, е зазидана и разделена на килии с превръщането на двореца в затвор. С реставрациите от XIX век е реставрирана, изписана от Гаетано Бианки със средновековни декорации и снабдена с камбани от тоскански църкви. През 1932 г. е направена нова аранжировка със скулптури от XVI век, предимно от декорациите на фонтани и градини. Сред тях серията от бронзови животни от Джамболоня, идващи от пещерата на Вилата на Медичите в Кастело, сред които има някои екземпляри с невероятен реализъм, като Обикновенa калугерица или Пуяк, по онова време екзотично животно.

#### Произведения
- Джамболоня: Архитектура; Орел; Малък орел; Бухал; Сокол; Петел; Бухал; Обикновена калугерица; Паун; Путо, ловящо риба; Пуяк
- Валерио Чоли: Сатир с манерка
- Флорентинско изкуство: Бакх; Декорация на фонтан; Пан и Олимп
- Франческо Моска „Москино“: Диана и Атеон
- Тосканско изкуство: Бакх; Юпитер; Римски император
- Бачо Бандинели: Пиянството на Ной
- Пиетро Франкавила: Язон

### Зала „Бруцикели“
Залата, построена между 1260 и 1280 г., впоследствие е разделена на три помещения, използвани като килии. През 1865 г. с реставрацията и украсата на Гаетано Бианки и Брацини, тя съхранява бронзови и малки бронзови предмети от Уфици, през 1888 г. заменени със стъкло, злато, медали от колекцията Канар, а накрая през 1983 г. – с дарението на антикваря Джовани Бруцикели. Залата, посветена на колекцията на Бруцикели, съдържа и мебели от XVI век. От 4 ноември 2021 г. помещението е затворено, а колекциите са преместени в другите помещения на музея.

### Зала на майоликата
От 1888 г. в залата е изложена музейната колекция от италианска и чужда майолика. Основното ядро, съставено от колекциите на Медичите, е съставено от експонати предимно от работилници в Урбино. Залата е обогатена с нови експонати и от даренията на Алесандро Форези, Антонио Конти, Луи Каран, Вилхем Боде, Луиджи Пиза и Джузепе Вай Джепи, а през 1997 г. от наследството на Пилитери и през 1999 г. от наследството на Миделдорф. По стените има глазирана керамика от работилницата на дела Робия: Тондо от Джовани дела Робия със Св. Франциск от Асизи, Тондо от работилницата на Джовани дела Робия със Света Урсула, тондо от Лука дела Робия Млади с брачна емблема на семействата Бартолини/Салимбени със символите на начинанието на Медичите, пано от работилницата на Джовани дела Робия със срещата между св. Бенедикт и крал Тотила, тондо, дело на работилницата на Андреа дела Робия, с капитула на катедралата във Флоренция, и тондо от Джовани дела Робия с брачния герб на семействата Гаетани/Минербети от 1493 г.

### Зала на Верокио и на скулптурата от втората половина на XIX век
Залата е била използвана като затвор през 1574 г. и е реставрирана през 1865 г., украсена с гербовете на някои флорентински семейства от Гаетано Бианки. Тя е украсена със скулптури от втората половина на ХV век, предимно от Уфици, от колекциите на Медичите и на Лотарингите.
Сред изложените творби се откроява бронзовият Давид от Верокио (около 1470 г.), с реализъм, почти противоположен на класицизма на Донатело. Деликатната Дама дел Мацолино и бюстът на Пиеро ди Лоренцо де Медичи са дело на един и същи творец. Тук са изложени и други бюстове на известни ренесансови фигури, като Младият войн от Антонио дел Полайоло, портретът на Батиста Сфорца от Франческо Лаурана и този на Пиетро Мелини от Бенедето да Маяно. Има и множество скулптури, както статуи, така и релефи, от Мино да Фиезоле и Антонио Роселино.

#### Произведения
- Флорентинско изкуство: герб на Комуна Флоренция; 2 сандъка
- Матео Чивитали: Ecce Homo; Вяра; Портрет на неизвестна
- Школа на Матео Чивитали: Мадоната с Младенеца
- Франческо Лаурана: Портрет на Батиста Сфорца
- Франческо ди Симоне Феручи: Мадоната с Младенеца; Мадоната с Младенеца (приписван)
- Андреа дел Верокио: Разпятие; Дама с букет; Давид; Мадоната с Младенеца; Смъртта на Франческа Пити Торнабуони; Възкресение
- Кръг на Андреа дел Верокио: Портрет на млад мъж
- Антонио дел Полайоло: Портрет на млад мъж в броня; Портрет на неизвестен (Николо Макиавели?) (приписван)
- Антонио Роселино: Бюст на момче; Мадоната с Младенеца с три херувима; Мадоната и обожаващи се ангели; Матео Палмиери; Младия Свети Йоан; Дева Мария се покланя на Младенеца; Портрет на Франческо Сасети (приписван)
- Работилница на Антонио Роселино: Мадоната с канделабрите
- Школа на Антонио Роселино: Мадоната с Mладенеца
- Флорентинска школа: Мадоната с Младенеца с младенеца Свети Йоан
- Джанкристофоро Романо: Федерико да Монтефелтро (приписван); Франческо Сфорца (приписван)
- Майстор на Сикстинските апостоли: Джулиано ди Пиеро де Медичи (приписван)
- Томазо Фиамберти: Девата със сина си
- Бенедето да Маяно: Бюст на Пиетро Мелини (1474); Мадоната с Младенеца
- Мино да Фиезоле: Млада дама; Джовани ди Козимо де Медичи; Девата с Младенеца; Мадоната и Младенеца; М. Аурелио Чезаре; Пиеро де Медичи Подагрения; Риналдо дела Луна; Скиния за Пресветото причастие
- Флорентинско изкуство: Млада благородничка
- Сандък
- Ракла
- Тезгях

### Зала на бронза
В нея се помещава една от най-важните колекции от малък бронз, като основното ядро принадлежи на колекциите на Медичите. Със сигурност първи в Италия по отношение на качество и размер, тук има някои произведения с абсолютна стойност като Херкулес, който кара да „избухне“ Антей от Антонио дел Полайоло и Ганимед от Бенвенуто Челини, както и произведения на Джамболоня и Андреа Бриоско, нар. Ричо. В тази зала се намира и ценната камина, дело на Бенедето да Ровецано.

### Зала на Андреа дела Робия
С дестинацията на двореца като затвор залата е разделена на четири, за да се получат килии. С реставрацията от XIX век тя е украсена първо с теракотени скулптури, а след това с произведения на Бенвенуто Челини. През 1972 г. е посветена на творчеството на Андреа дела Робия. Сред най-забележителните творби са Бюстът на дете, Портретът на младо момиче, Мадоната на архитектите и Мадоната на възглавницата, изискани глазирани теракоти в елегантно синьо-бяло.

### Зала на Джовани дела Робия
Залата е оборудвана с произведения на Джовани дела Робия и други сътрудници и сродни художници. Откроява се голяма полихромна глазирана теракотна скиния, пример за стила на твореца, който в сравнение с предишните художници от семейство Дела Робия се опитва да използва всички технически възможни цветове, характеризиращи неговите произведения за полихромия, обикновено пентахромия от бяло, синьо, жълто, зелено и кафяво.

### Оръжейна зала
В нея са събрани доспехи, хладни и огнестрелни оръжия от периода на Ранното средновековие до XVII век. Много от тях са с високохудожествена изработка. Тук се съхраняват останките от оръжейната зала на Медичите и Урбино, обогатени от даренията на Каран и Ресман.

### Зала на бароковата скуплтура и на медалите
Преустроена е през 1990 г. и тук се намират колекцията от медали от Барджело и скулптура от бароковата епоха, вкл. и бюстът на Костанца Бонарели от Джан Лоренцо Бернини.
Колекцията от медали на Медичите и Великия херцог, сред най-богатите в Италия, също благодарение на поредица от покупки и допълнения, които достигат до наши дни, може да бъде посетена предимно само по молба: тежък е споменът за сериозната кражба през 1932 г. на единствения известен пример в света на златен медал на Пизанело, унищожен малко след това.

## Галерия
- Стълбите на Нери ди Фиораванте
- Бакх, Микеланджело
- Давид, Донатело
- Алегория на архитектурата, Джамболоня
- Диптих Разпятие и Поклонение на влъхвите, XIV век